# Laura Contreras Duarte
Laura Patricia Contreras Duarte (Chihuahua, Chihuahua, 17 de agosto de 1981) es una política mexicana, miembro del Partido Acción Nacional (PAN). Fue diputada federal para el periodo de 2021 a 2024.

## Biografía
Es ingeniera en Sistemas Computacionales por la Universidad Tecnológica Latinoamericana en Línea y tiene una maestría en Administración Pública en la Universidad Autónoma de Chihuahua.
De 2008 a 2010 fue promotora de Educación Cívica en el Instituto Estatal Electoral de Chihuahua, y en 2010 se unió al PAN, siendo secretaria de Capacitación y Afiliación de ese año a 2013. Desde 2011 a 2021 fue integrante en diversos cargos del comité estatal del PAN y fue consejera estatal del mismo.
De 2016 a 2021 fue regidora del Ayuntamiento de Chihuahua en los periodos encabezados por la presidenta municipal María Eugenia Campos Galván. En 2021 fue elegida diputada federal por el Distrito 6 de Chihuahua a la LXV Legislatura que concluirá en 2024. En la elección logró ser elegida con el 59.59% de los votos, una de las mayorías más absolutas en todo el país en dicho proceso electoral. En la Cámara de Diputados fue secretaria de la comisión de Economía, Comercio y Competitividad; así como integrante de las comisiones de Atención a Grupos Vulnerables; y, de Energía.
En 2024, pasó a ocupar la Coordinación de Participación Ciudadana del Municipio de Chihuahua durante la segunda gestión de Marco Bonilla Mendoza.